# Super Monkey Ball 2
Super Monkey Ball 2 es un videojuego de plataformas y minijuegos desarrollado por Amusement Vision y publicado por Sega en 2002 para GameCube . Es la segunda entrega de la serie Super Monkey Ball, y la primera que tiene una historia y se lanza exclusivamente en una consola doméstica. 

## Jugabilidad
El objetivo principal del juego es navegar un mono atrapado dentro de una pelota de un extremo de un escenario al otro. Los jugadores controlan la pelota moviendo la palanca de control, haciendo que el mono en la pelota ruede.
Los niveles contienen plataformas tales como pendientes, medios tubos, plataformas móviles, etc. El juego presenta nuevos elementos como puertas de teletransportación, interruptores que controlan la velocidad del nivel y más. 

### Modo Historia
El modo historia es de un jugador y presenta al Dr. Bad-Boon; un científico malvado que roba todas las bananas de Monkey Island. Los cuatro protagonistas, AiAi, MeeMee, GonGon y Baby, lo persiguen y deben navegar por niveles con diversas trampas para recuperar los plátanos. La historia tiene lugar en más de 100 niveles divididos en 10 mundos con escenas que se reproducen entre cada mundo. El jugador recibe un número infinito de vidas y puede completar los diez niveles de cada mundo en cualquier orden.

### Modo Desafío
El modo desafío permite hasta cuatro jugadores y juega como el modo principal de Super Monkey Ball. Hay tres conjuntos de niveles divididas por dificultad: un conjunto de 10 niveles para principiantes, un conjunto de 30 niveles más avanzado y un conjunto de 50 niveles para expertos, con un total de 90 niveles en total. Los jugadores navegan cada conjunto de niveles en orden con un número limitado de vidas y continue. Si un jugador completa los 10, 30 o 50 niveles sin usar un continue, ese jugador irá a niveles extra, una serie de 10 niveles de bonificación. Si un jugador completa los 50 niveles de Experto y los 10 niveles adicionales sin usar un continue, irá al conjunto de 10 niveles Maestro. Si un jugador completa los 10 niveles Maestro sin usar un continue, irá a los niveles Maestro extra.

### Juegos de fiesta
Hay doce minijuegos desde un menú separado y cuenta con modos cooperativos para 1 a 4 jugadores y modos multijugador competitivos. Seis juegos regresan del juego original con actualizaciones, incluyendo Monkey Race, Monkey Fight, Monkey Target, Monkey Billiards, Monkey Bowling y Monkey Golf. Los otros seis juegos son nuevos y deben desbloquearse con 2500 Play Points cada uno. Estos incluyen Monkey Tennis, Monkey Baseball, Monkey Soccer, Monkey Boat Race, Monkey Shot y Monkey Dogfight.

## Recepción
Prelanzamiento
El juego ganó en 2002 el premio Best Puzzle/Trivia/Palror Game en el evento del E3, Game Critics Awards
Post-lanzamiento
Super Monkey Ball 2 recibió críticas generalmente favorables. Metacritic le dio al videojuego un puntaje de 87, basado en 34 reseñas. IGN elogió el juego por sus conceptos básicos, diciendo que era "tan simple como el original y también tan adictivo". . . Pero aunque es una experiencia entretenida para un solo jugador, es una excelente experiencia multijugador. Todos los minijuegos renovados son fantásticos ... este es uno de los mejores juegos multijugador para GCN (Gamecube), sin duda alguna". La revista Famitsu calificó la versión GameCube del juego con 31 de 40.
Para julio de 2006, Super Monkey Ball 2 había vendido 760 000 copias y ganó $22 millones en los Estados Unidos. Next Generation lo clasificó como el 80.º juego más vendido lanzado para PlayStation 2, Xbox o GameCube entre enero de 2000 y julio de 2006 en ese país. Las ventas combinadas de juegos en la serie Super Monkey Ball lanzadas entre esas fechas alcanzaron 1.1 millones de unidades en los Estados Unidos en julio de 2006. El juego se vendió lo suficientemente bien como para garantizar un relanzamiento bajo la marca GameCube Player's Choice .

## Herencia e impacto
Un estudio de 2002 reconoció a Super Monkey Ball 2 como uno de varios videojuegos asociados con un mejor rendimiento en la cirugía laparoscópica. Un estudio extendido, realizado durante tres años con 300 participantes, encontró que los cirujanos que jugaron Super Monkey Ball 2 y otros videojuegos durante al menos seis minutos antes de la operación se desempeñaron mejor en una simulación de cirugía virtual que los cirujanos que no jugaron. Los resultados incluyen una caída significativa en los errores y un aumento en la velocidad y el puntaje general. En respuesta a estos hallazgos, el Dr. James Rosser creó un área de juegos en la sala de médicos del Florida Hospital Celebration Health  diciendo: "Quiero que todos los cirujanos se calienten y se aseguren de darle una oportunidad a Super Monkey Ball".